# Aspecte físic
L'aspecte físic, aparença o imatge que projecta qualsevol persona, com a tal és una construcció cultural determinada tant per la càrrega genètica, l'edat, l'estil de vida i, sobretot, pels abillaments (p. ex.: indumentària, tatuatges, pentinat…). Els éssers humans són extremadament sensibles a l'aparença física, pròpia o dels altres. L'aparença esdevé per antonomàsia una manera ràpida de tipificar mitjançant prejudicis la pertinença d'una persona a un determinat grup social, el seu atractiu físic o fins i tot el seu estat de salut o d'ànim.